# Tour della nazionale maschile di rugby a 15 delle Tonga 2010
Tra il 2009 e il 2011 la nazionale di rugby a 15 di Tonga si reca varie volte in tour per prepararsi alla Coppa del Mondo di rugby 2011.
Nel 2010 un tour in Europa vedrà Tonga giocare contro l'Italia "A" e i Barbarian francesi.
A Grenoble, i tongani affrontano i Barbarians Francesi, selezione ad inviti formata da giocatori del Top 14. Una partita organizzata per festeggiare i 30 anni della società rugbistica di Grenoble.
Il successo arriva con una rimonta finale (tre mete negli ultimi minuti e risultato che passa dal 27-9 al 27-28).
| Biella 19 novembre 2010                                    | Italia A | 9 – 16      | Tonga XV | Stadio Pozzo-Lamarmora (2 000 spett.) |
| mt Helu tr Fisilau Burton (2) c.p. Fisilau (3) Burton drop |          |             |          |                                       |
|                                                            |          |             |          |                                       |
|                                                            | mt       | Helu        |          |                                       |
|                                                            | tr       | Fisilau     |          |                                       |
| Burton (2)                                                 | c.p.     | Fisilau (3) |          |                                       |
| Burton                                                     | drop     |             |          |                                       |

| Arbitro: | JP Doyle |

|                                            |      |                                |
| 50' Caucaunibuca, 60' Kelleher, 64' Hayman | mt   | 66' Lilo, 70' Malupo, 75' Pulu |
| 50', 60' e 64' Baby                        | tr   | 66' e 75' Fisilau              |
| 31' Élissalde, 56' Baby                    | c.p. | 3', 43' e 47' Fisilau          |